# Neufchâteau (huyện của Bỉ)
Huyện Neufchâteau (tiếng Pháp: Arrondissement de Neufchâteau; tiếng Hà Lan: Arrondissement Neufchâteau) là một trong năm huyện hành chính ở tỉnh Luxembourg, Bỉ. Huyện này vừa là huyện hành chính và huyện tư pháp. Tuy nhiên, huyện tư pháp Neufchâteau cũng bao gồm các đô thị Bastogne, Bertogne, Fauvillers, Sainte-Ode và Vaux-sur-Sûre ở huyện Bastogne.

## Các đô thị
Huyện hành chính Neufchâteau bao gồm các đô thị sau:
| - Bertrix - Bouillon - Daverdisse - Herbeumont - Léglise - Libin | - Libramont-Chevigny - Neufchâteau - Paliseul - Saint-Hubert - Tellin - Wellin |